# Saint-Palais (Gironde)
Saint-Palais ist eine französische Gemeinde mit 512 Einwohnern (Stand: 1. Januar 2022) im Département Gironde in der Region Nouvelle-Aquitaine. Sie gehört zum Arrondissement Blaye und zum Kanton L’Estuaire. Die Einwohner werden Saint-Cyriens genannt.

## Geographie
Saint-Palais liegt etwa 53 Kilometer nördlich von Bordeaux. Umgeben wird Saint-Palais von den Nachbargemeinden Pleine-Selve im Norden, Boisredon im Osten, Val-de-Livenne im Südosten, Saint-Ciers-sur-Gironde im Süden und Westen sowie Saint-Bonnet-sur-Gironde im Nordwesten.

## Bevölkerungsentwicklung
| Jahr                       | 1962 | 1968 | 1975 | 1982 | 1990 | 1999 | 2008 | 2020 |
| Einwohner                  | 502  | 452  | 396  | 443  | 409  | 420  | 481  | 499  |
| Quellen: Cassini und INSEE |      |      |      |      |      |      |      |      |

## Sehenswürdigkeiten
- Kirche Saint-Palais aus dem 12. Jahrhundert, Monument historique seit 1925

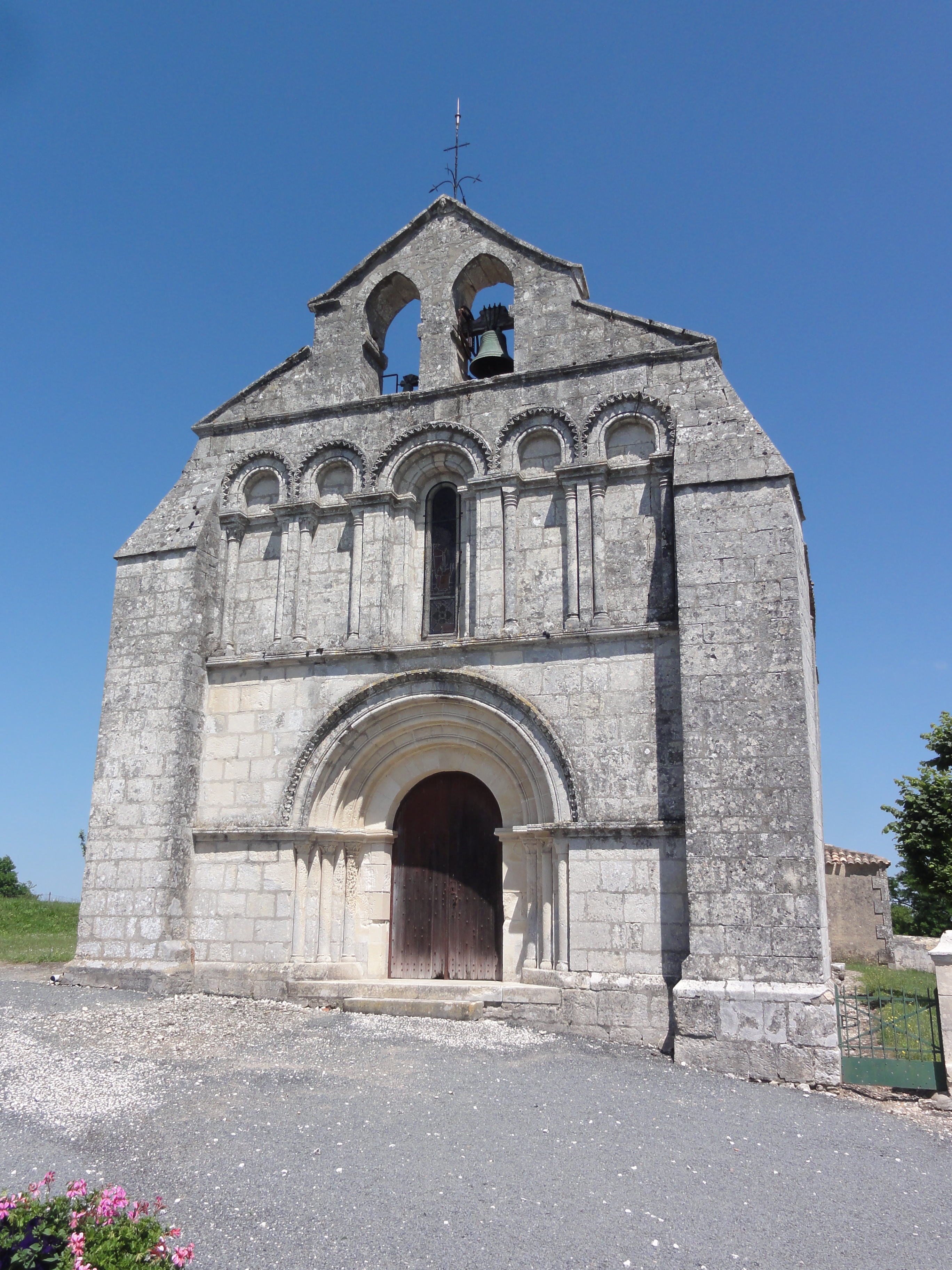
Kirche Saint-Palais
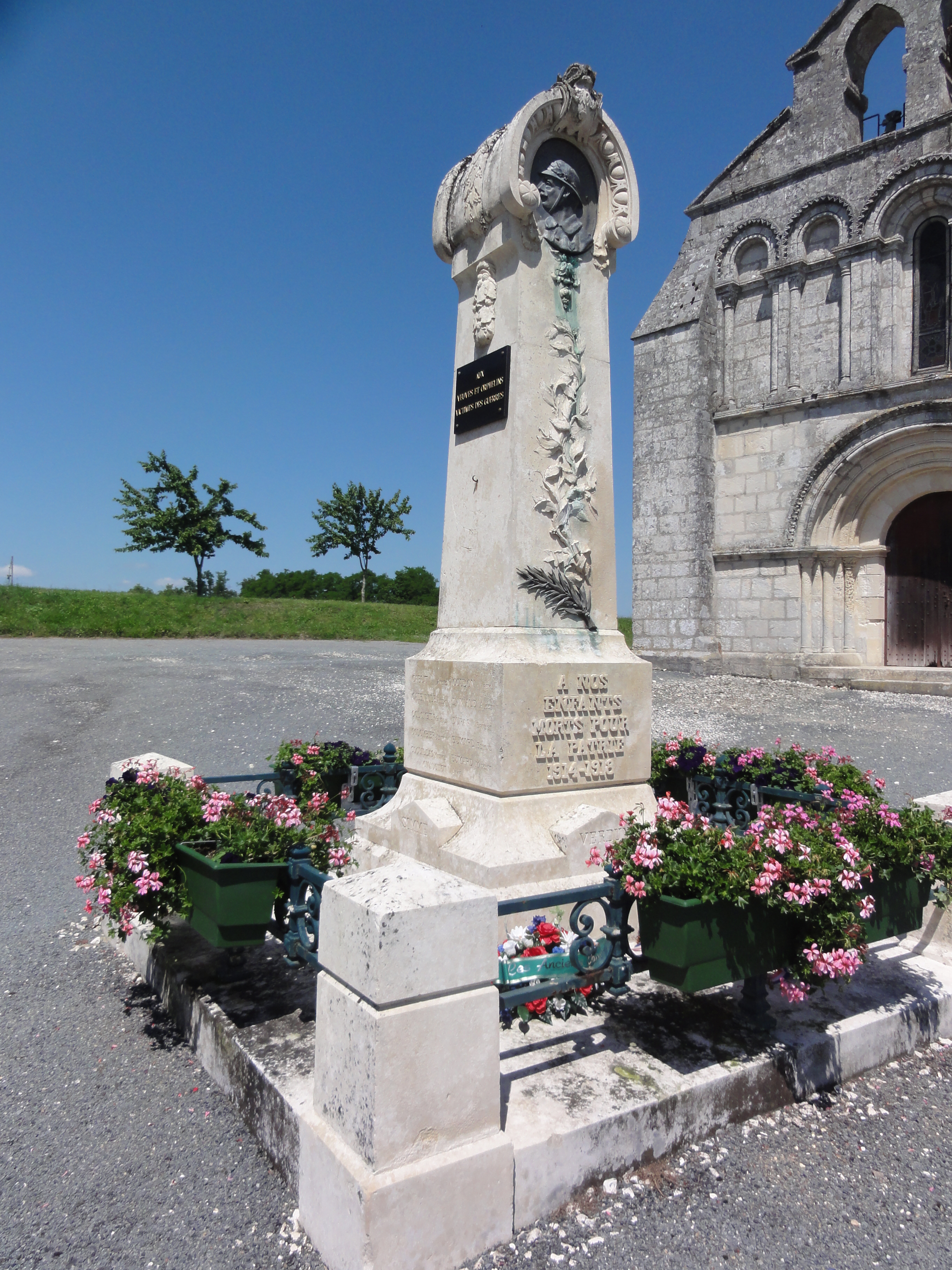
Gefallenendenkmal

## Persönlichkeiten
- Jean Dupuy (1844–1919), Politiker und Minister